# Isabelle Galant
Pour les articles homonymes, voir Galant.
Isabelle Galant, née le 3 décembre 1963 à Ath est une femme politique belge wallonne, membre du MR. Elle est la sœur de Jacqueline Galant.

## Fonctions politiques
- Ancienne conseillère provinciale (Hainaut).
- Bourgmestre de Lens (Belgique)[1]
- Députée fédérale depuis le 24 août 2017 en remplacement de Denis Ducarme, nommé ministre des Classes moyennes, des Indépendants, des PME, de l'Agriculture, et de l'Intégration sociale.